# Glenea viridicuprea
Glenea viridicuprea är en skalbaggsart som beskrevs av Stefan von Breuning 1958. Glenea viridicuprea ingår i släktet Glenea och familjen långhorningar.
Artens utbredningsområde är Sulawesi. Inga underarter finns listade i Catalogue of Life.